# Зарубина, Наталья Николаевна
Наталья Николаевна Зарубина (род. 5 апреля 1963, Москва) — российский учёный, философ
 и социолог, педагог. Основная сфера научных интересов — социология хозяйственной жизни, хозяйственная культура, теория модернизации и постмодернизации, социокультурные факторы развития предпринимательства. Автор серии научных и научно-методических трудов, посвященных проблематике социокультурных предпосылок хозяйственного развития. Профессор МГИМО, доктор философских наук.

## Биография
В 1985 году окончила философский факультет МГУ им. М. В. Ломоносова. С 1986 года — сотрудник Института востоковедения АН СССР. С 2001 года — профессор кафедры социологии МГИМО (У) МИД России.

## Труды
- Зарубина Н. Н. Макс Вебер о влиянии индуизма на социально-экономическое развитие Индии. — М.: 1991 г., кандидатская диссертация
- Зарубина Н. Н. Хозяйственная культура как фактор модернизации. — М.: 2000 г., докторская диссертация, Институт философии РАН
- Зарубина Н. Н. Социокультурные факторы хозяйственного развития: Макс Вебер и современные теории модернизации. — СПб.: РХГИ, 1998
- Зарубина Н. Н. Социально-культурные основы хозяйства и предпринимательства. — М.: Магистр, 1998
- Зарубина Н. Н., др. Российская цивилизация. / Под общей редакцией Мчедлова М. П. — М.: Академический проект, 2003
- Зарубина Н. Н. Социология хозяйственной жизни: Проблемный анализ в глобальной перспективе. — М.: Логос, 2006.
- Зарубина Н. Н. Бизнес в зеркале русской культуры. — М.: Анкил, 2004.
- Зарубина Н. Н. Социально-культурные основы хозяйства и предпринимательства. — М.: Магистр, 1998. (Учебное пособие)
- Зарубина Н. Н., др. Российская цивилизация. Учебное пособие для вузов. — М.: Академический проект, 2003
- Зарубина Н. Н., др. Культура толерантности: опыт дипломатии для решения современных управленческих проблем. / Под ред. Тюлина И. Г. — М.: МГИМО, 2004. (в соавторстве)
- Зарубина Н.Н. Деньги как социокультурный феномен. Монография. — М.: Анкил, 2011.
- Зарубина Н. Н. Экономическая социология. Учебник. — М.: Юрайт, 2015.

## Статьи
- Без протестантской этики: проблема социокультурной легитимизации предпринимательства в модернизирующихся обществах // Вопросы философии, 2001, № 10.
- Хозяйственная культура постсоветской России: на перекрестке мнений // Обновление России. Сборник статей. М., РНИСиНП, 2001.
- Этика служения в российской хозяйственной культуре: светские и духовные предпосылки // Христианские начала экономической этики. М., 2001.
- Этика предпринимательства в русской культуре // Отечественные записки, 2002, № 4-5
- Российский предприниматель в художественной литературе XIX — начала XX века // Общественные науки и современность, 2003, № 1
- Кто будет работать в России? // Москва, 2003, № 4
- Проклятое благо // Отечественные записки, 2003, № 3 (12)
- Религиозные ориентации постсоветского предпринимательства // Преподавание истории и обществознания в школе, 2003, № 3
- Этика служения и этика ответственности в культуре русского предпринимательства // Общественные науки и современность, 2004, № 1.
- Деньги как социокультурный феномен: пределы функциональности // Социологические исследования, 2005, № 7.